# Lucifer (mythologie romaine)
Pour les articles homonymes, voir Lucifer (homonymie).
 (février 2022).

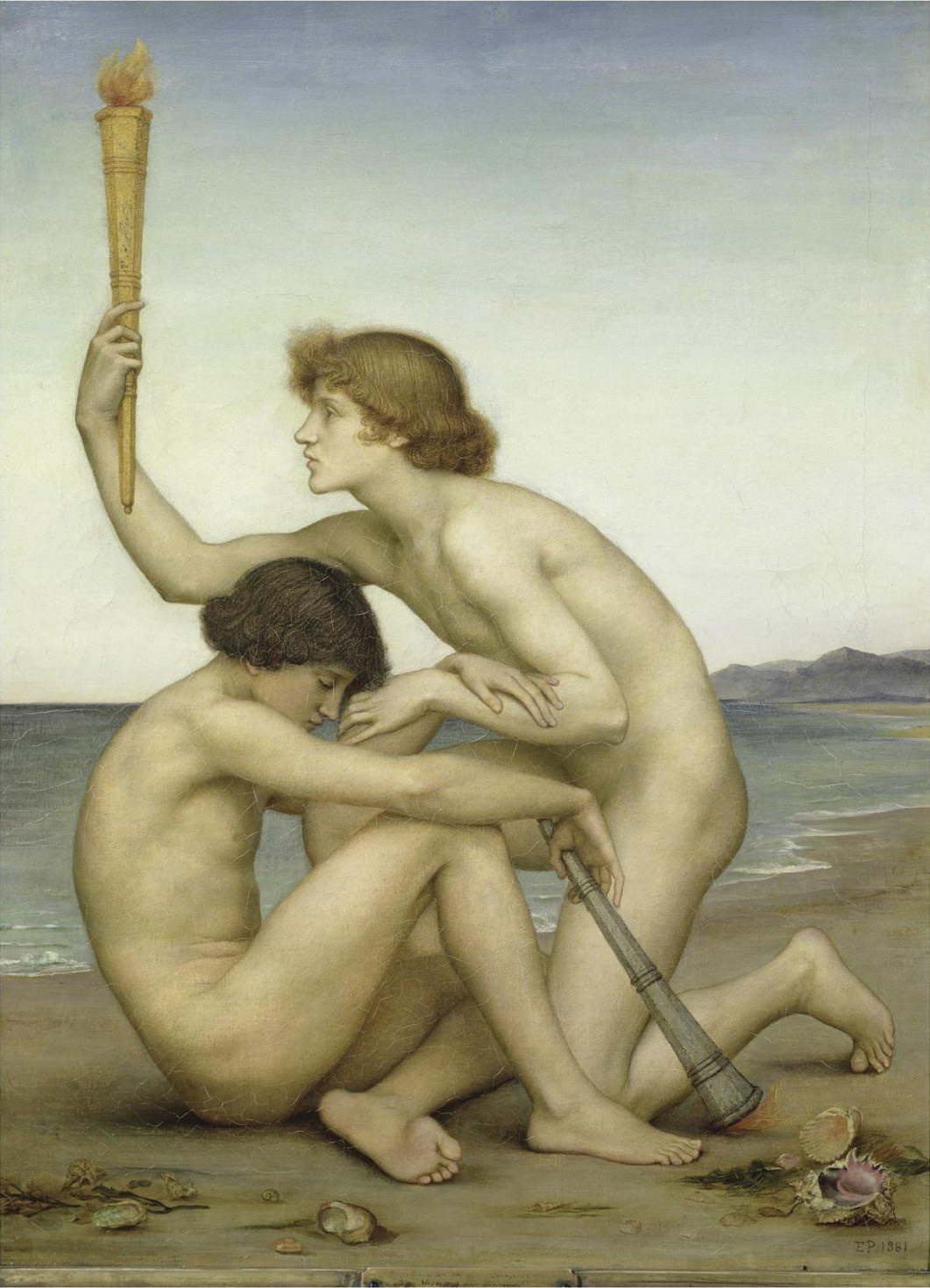
Phosphoros-Lucifer, étoile du matin (levant sa torche), et Hespéros, étoile du soir.

Le nom Lucifer signifie en latin : « Porteur de lumière », de « lux (lumière) » et « ferre (porter) ».
Dans la mythologie romaine, l'« astre du matin » (c'est-à-dire la planète Vénus) est appelé Lucifer. Précédant le soleil, il annonce la venue de la lumière de l'aurore.
Ce nom sera par la suite utilisé par les chrétiens.

## Origine latine du mot
À l'origine, lucifer est un adjectif élaboré avec le nom commun « lux (lumière) » et le verbe « ferre, fero (porter) »,. Il signifie « qui apporte la lumière, qui donne de la clarté ».
Par extension, le mot signifie aussi « qui porte un flambeau ». Les divinités porte-flambeau étaient qualifiées par les Romains de lucifer. Elles pouvaient aussi être qualifiées de « taedifer (porteur de torche) »,.
Par extension, le mot est appliqué à des objets célestes particulièrement brillants :
- substantivé (nom propre masculin), Lucifer désigne la planète Vénus en tant qu'étoile du matin (elle annonce ou « amène » la lumière de l'aurore)[7] et, par extension, il prend le sens commun de « jour »[8] ;
- substantivé (nom propre féminin), Lucifera est le surnom de la déesse Diane, assimilée à la Lune[9] ;
- le roumain a conservé l'usage du sens latin « qui porte la lumière » pour désigner certaines étoiles fixes particulièrement brillantes[10]:
  - l'étoile Aldébaran (constellation du Taureau) est appelée Luceafărul-Porcesc (qui fait comme un porc) et Luceafărul-Porcar (qui s'occupe des porcs),
  - l'étoile Sirius (constellation du Grand Chien) est appelée Luceafărul-de-Ziuă (du jour) et Luceafărul-din-Zori (de l'aurore),
  - l'étoile Véga (constellation de la Lyre) est appelée Luceafărul-cel-Mare-de-Miezul-Nopţii (le grand de minuit) et Luceafărul-cel-Frumos (le beau).

## La planète Vénus
La planète Vénus est le troisième objet le plus brillant du ciel après le Soleil et la Lune. Comme Vénus est sur une orbite plus proche du Soleil que celle de la Terre, elle est visible avant l'aurore ou après le crépuscule. Elle est bien évidemment présente dans le ciel pendant la journée mais la lumière du soleil la cache (comme pour les autres planètes et les étoiles).

### Étoile du matin
Les Romains ont donné le nom de Lucifer à l'étoile du matin (la planète Vénus lorsqu'elle se lève peu avant l'aurore).
Les mythes latins ont subi par la suite une forte hellénisation, et Lucifer a été assimilé au mythe grec concernant l'étoile du matin que les Grecs avaient appelée « Eωσφόρος, Eōsphóros (porteur de la lumière de l'aurore) » ou « Φωσφόρος, Phōsphoros (porteur de lumière) ». Le grec Phosphoros a été latinisé en Phosphorus,.
Le nom Lucifer apparaît notamment à la fin du deuxième chant de l’Énéide de Virgile comme porteur de l'aurore alors que les Troyens sont assiégés (avant la chute de Troie) :
« Iamque summae surgebat Lucifer Idae
ducebatque diem, Danaique obsessa tenebant
limina portarum, nec spes opis ulla dabatur. »
« Déjà sur les crêtes du haut Ida se levait Lucifer,
amenant le jour avec lui ; les Danaens tenaient assiégées
les portes de la ville, et aucun espoir de secours ne restait. »

Virgile utilise le même sens dans l'un de ses poèmes bucoliques : 

« Mais quand l'été riant à l'appel des Zéphyrs enverra dans les clairières et les pacages l'un et l'autre troupeau,
parcourons les fraîches campagnes aux premiers feux de Lucifer, dans la nouveauté du matin et le givre des prairies,
quand la rosée si agréable au bétail perle sur l'herbe tendre. »

D'autres auteurs latins ont utilisé Lucifer pour désigner l'étoile du matin :
- Tibulle (ca.-54 ou -50 à -19/18) : Elégies, I, 9, 62 : « Illam saepe ferunt convivia ducere Baccho, dum rota Luciferi provocet orta diem. »[16] / « Souvent, ils conduisent ceux qui se rendent à Bacchus lors de banquets, tandis que le char de Lucifer annonce l'aube. »
- Ovide (-43 à +17/18) : Métamorphoses, 2, 114–115 : « … vigil nitido patefecit ab ortu purpureas Aurora fores et plena rosarum atria: diffugiunt stellae, quarum agmina cogit Lucifer et caeli statione novissimus exit  » /  traduction approximative du latin en anglais : « Aurora, awake in the glowing east, opens wide her bright doors, and her rose-filled courts. The stars, whose ranks are shepherded by Lucifer the morning star, vanish, and he, last of all, leaves his station in the sky » / traduction approximative de l'anglais : « Aurore, éveillée dans l'Est brillant, ouvre grand ses portes lumineuses, et ses cours remplies de roses. Les étoiles, dont les rangs sont guidés par Lucifer l'étoile du matin, disparaissent, et lui, dernier de tous, quitte sa position dans le ciel ».
- Ovide : Amores, I, 6, 65 : « Iamque pruinosus molitur Lucifer axes, inque suum miseros excitat ales opus. »[17], « Déjà l'étoile du matin paraît à l'horizon, et le coq appelle à sa tâche le pauvre artisan »[18].
- Lucain (39 à 65) :  De bello civili (ou La Pharsale), X, 434-435 : « Lucifer a Casia prospexit rupe diemque misit in Aegypton primo quoque sole calentem »[19] / « Lucifer, du haut du mont Casius, regarde l'Égypte, et y répand le jour qui, dans ces climats, est brûlant dès sa naissance »[20] (cette traduction remplace « Lucifer » par « Aurore »).
- Stace (40 à 96) : Thebais, 2, 134-150. : « Et iam Mygdoniis elata cubilibus alto impulerat caelo gelidas Aurora tenebras, rorantes excussa comas multumque sequenti sole rubens; illi roseus per nubila seras aduertit flammas alienumque aethera tardo Lucifer exit equo, donec pater igneus orbem impleat atque ipsi radios uetet esse sorori  » / « Déjà, sortie de sa couche de Mygdon, l'Aurore avait chassé du ciel les ténèbres glacées; de ses cheveux elle exprimait la rosée, et le Soleil, la suivant, colorait son visage; Lucifer, à travers les nuages, tourne vers elle les feux tardifs de son char, et se retire lentement de l'éther, qui n'est plus son domaine; puis le dieu de la lumière envahit le monde, et ne permet pas même un rayon à sa sœur »[21] (Mygdon est une région à l'est de l'Anatolie, au levant).
- Claudien (ca.370 à ca.404) : De Raptu Proserpinae, II, 119 : « La troupe des déesses s'élance à travers ces campagnes semées de fleurs que Cytérée (Vénus) les invite à cueillir : « Allez, mes sœurs, leur dit-elle, allez pendant que l'air est encore humide des pleurs de l'Aurore, et que Lucifer, mon étoile chérie, semant la rosée sous les pas de son coursier, arrose les plaines jaunissantes »[22].

L'usage d'appeler la planète Vénus du nom de Lucifer a persisté jusqu'à nos jours en roumain (langue dérivée du latin). Elle est appelée Luceafăr mais, comme étoile du matin, elle porte les noms de Luceafărul-de-Dimineaţă (du matin), Luceafărul-de-Ziuă (du jour), Luceafărul-Porcilor (des porcs), Luceafărul-Boului (du taureau).

### Étoile du soir
Comme les Grecs, les Latins ont fait la distinction entre l'étoile du matin et l'étoile du soir (bien qu'en réalité, il s'agisse de la même planète). Ils ont appelé l'étoile du soir Vesper, Vesperugo, Noctifer et Nocturnus. A un moment, ils ont aussi latinisé le grec Ἓσπερος en Hesperus,.
Le roumain a gardé l'usage d'appeler la planète Vénus (Luceafăr), en tant qu' étoile du soir, avec les noms : Luceafărul-de-Seară (du soir), Luceafărul-de-Noapte (de nuit), Luceafărul-Ciobanilor (des bergers). Le poète roumain Mihai Eminescu lui consacrera un poème « Luceafărul » racontant son aventure amoureuse avec une jeune mortelle. Le mot roumain Luceafărul est directement tiré du latin lux et doit se comprendre comme « porteur de lumière ». Il s'agit dans le poème de l'étoile du soir et non de l'étoile du matin. Dans le poème, Hypérion est un autre nom pour Luceafărul-cel-Mare-de-Noapte (le Grand de Nuit).

### Deux noms pour un seul astre
Cicéron (De Natura Deorum 2, 20, 53) écrit : « Stella Veneris, quae Φωσφόρος Graece, Latine dicitur Lucifer, cum antegreditur solem, cum subsequitur autem Hesperos » / « L'étoile de Vénus, appelée Φωσφόρος en grec et Lucifer en latin lorsqu'elle précède le soleil, Hesperos quand elle le suit ».
Pline l'Ancien (Histoire naturelle 2, 36) écrit : « Sidus appellatum Veneris… ante matutinum exoriens Luciferi nomen accipit… contra ab occasu refulgens nuncupatur Vesper » / « L'étoile appelée Vénus… lorsqu'elle se lève le matin porte le nom de Lucifer… mais lorsqu'elle brille au coucher du soleil, elle s'appelle Vesper ».

## Galerie
- IIe siècle : Séléné, déesse de la lune, entourée des Dioscures ou de Phosphoros (l'étoile du matin) et Hespéros (l'étoile du soir). Marbre, art romain (Italie). Note : l'image suivante, plus précise, infirme l'hypothèse des Dioscures.
- IIe siècle : La déesse Séléné, illustration du Meyers Lexikon de 1888. Elle est entourée par Phosphoros (torche vers le haut) et Hespéros (torche vers le bas).
- 1704 : G.H. Frezza
- 1763 : F. Boucher : Eos (Aurore), Céphale, et Phosphoros (qui tient la torche).
- non daté : Statue de l’un des douze Lucifers sur la colonne de la Sainte-Trinité à Olomouc (République tchèque).
- 1881 : Evelyn de Morgan (1855-1919). Phosphoros se lève à l'est (à droite), Hespéros se couche à l'ouest (à gauche).
- 1897 : Wyspiański - Dzieła malarskie - Jutrzenka (Pologne) : Hélios (au fond), Phosphoros, une femme (Eos (Aurore) ?), Hespéros.

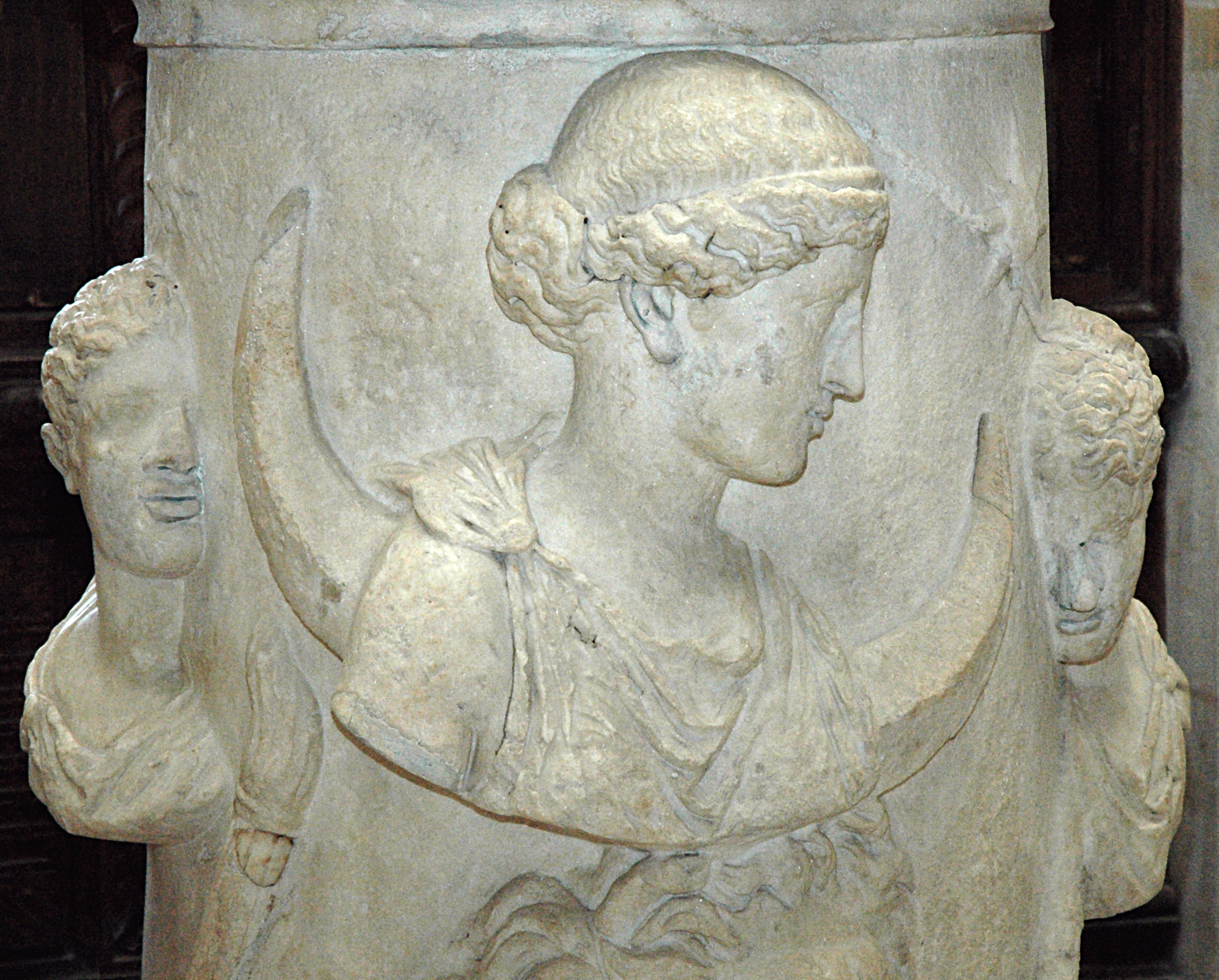
Séléné, entourée des Dioscures ou de Phosphoros et Hespéros
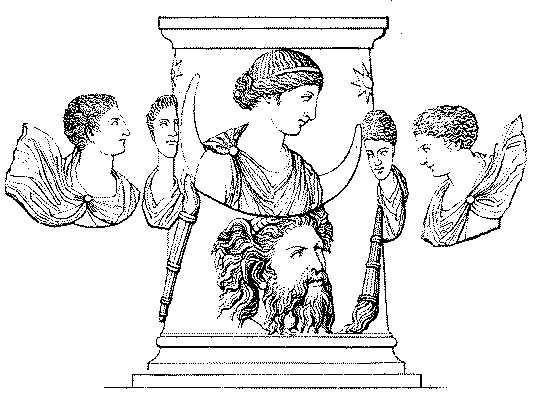
Séléné, Phosphoros et Hespéros
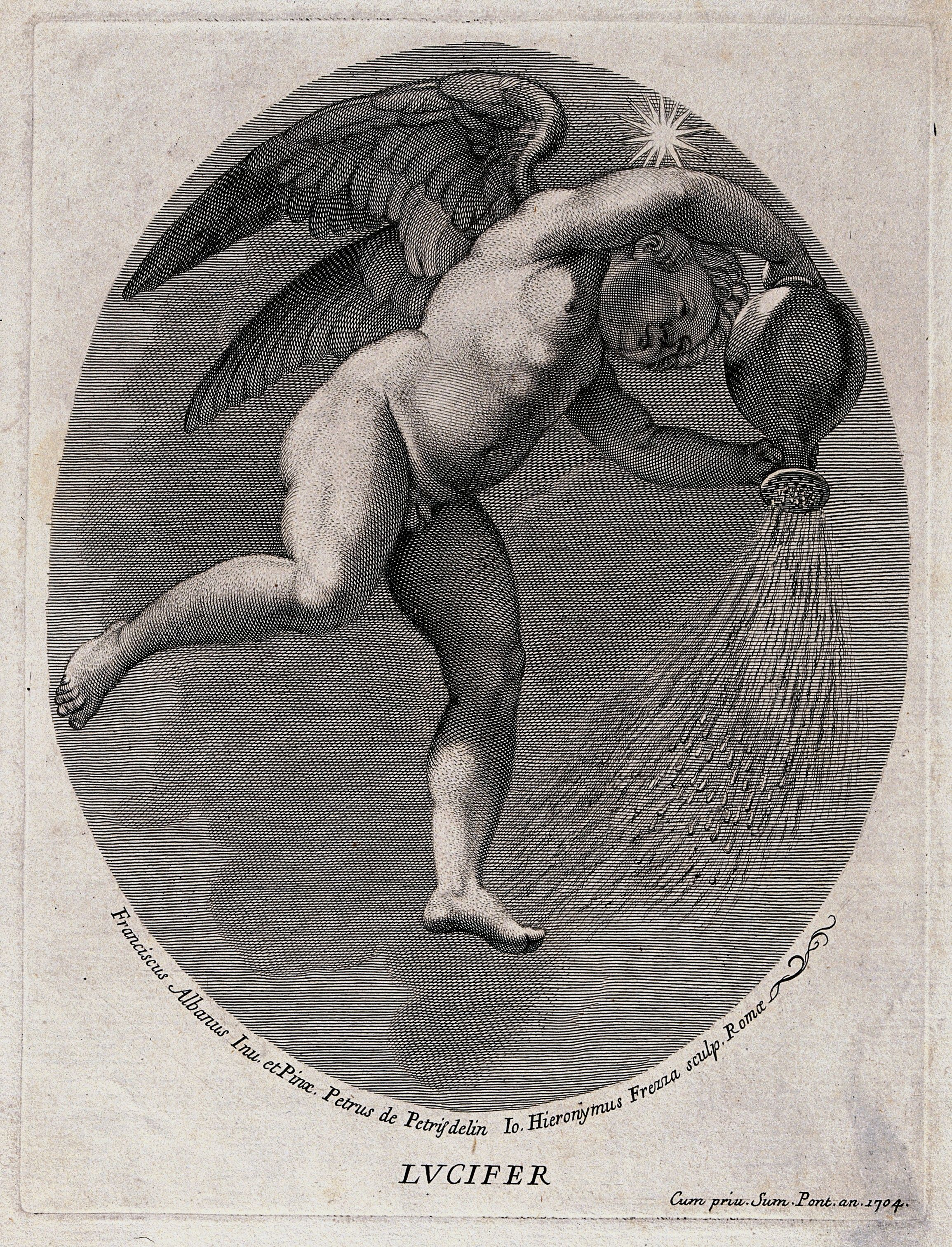
Lucifer par G.H. Frezza (1704)
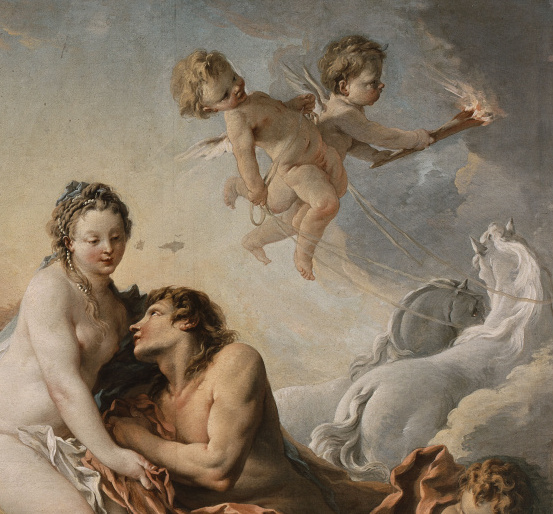
Eos (Aurore), Céphale et Phosphoros (1763)
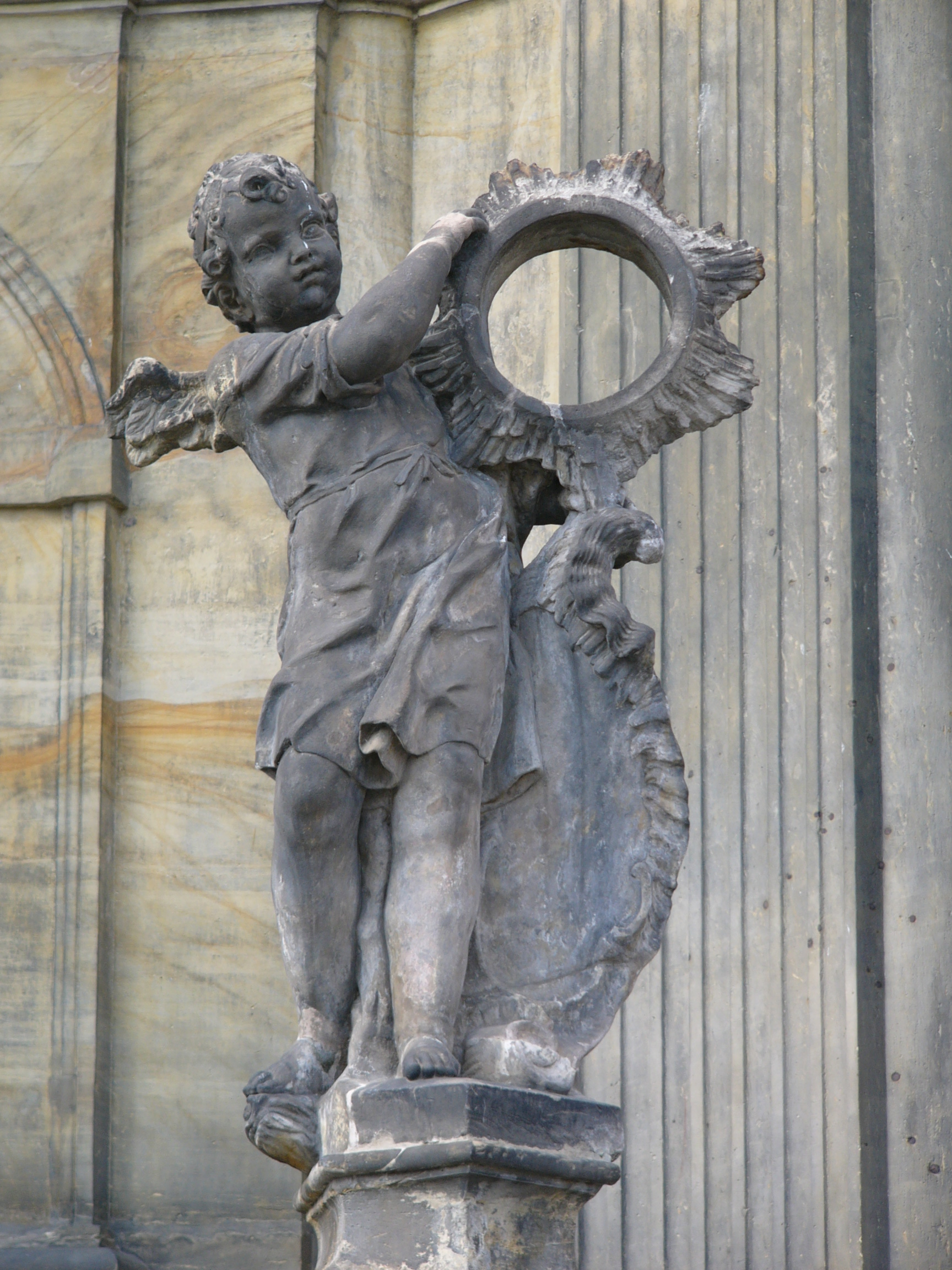
Un des douze Lucifers sur la colonne de la Sainte-Trinité à Olomouc (République tchèque)
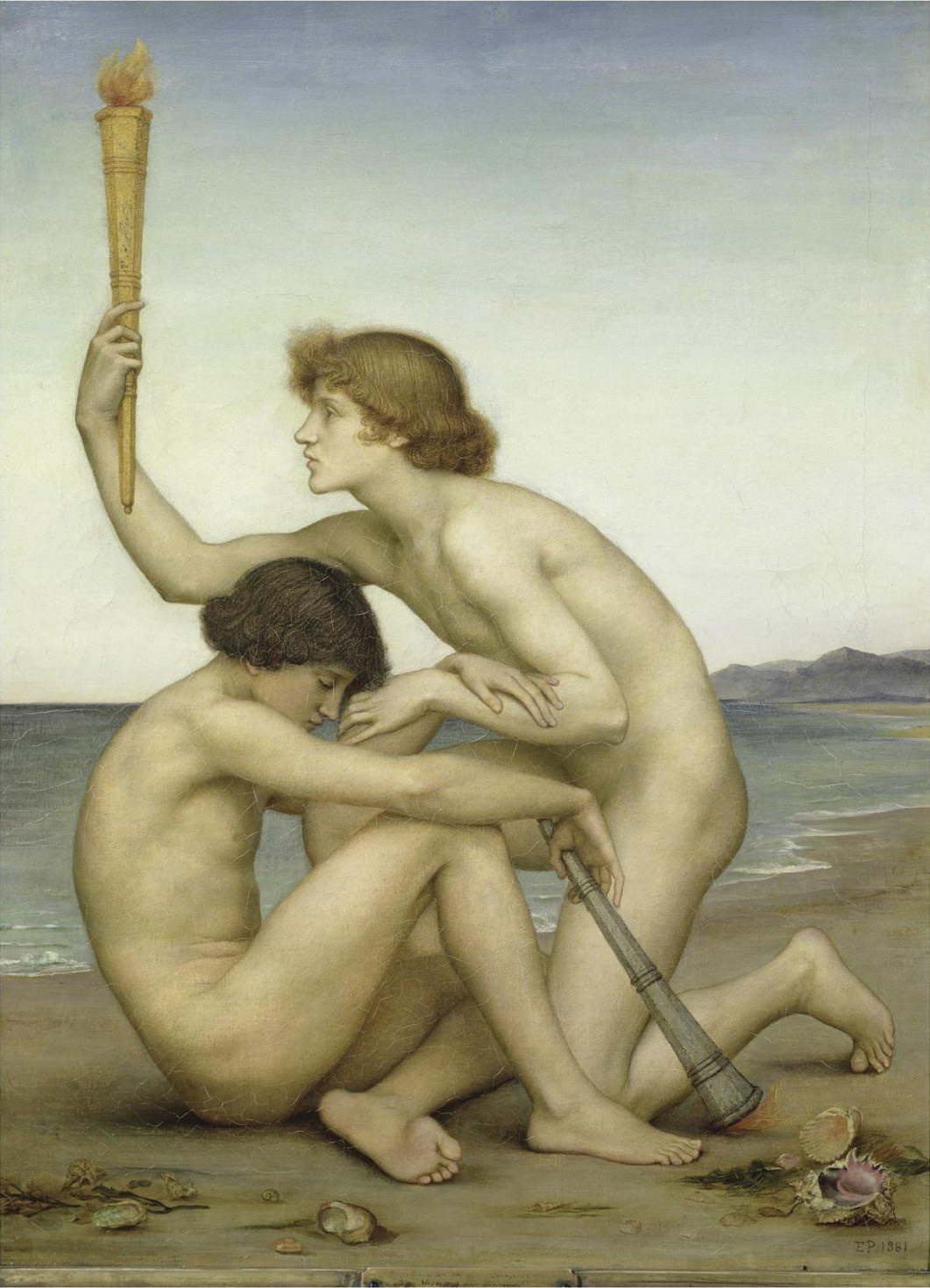
Phosphoros et Hespéros par Evelyn de Morgan (1881)
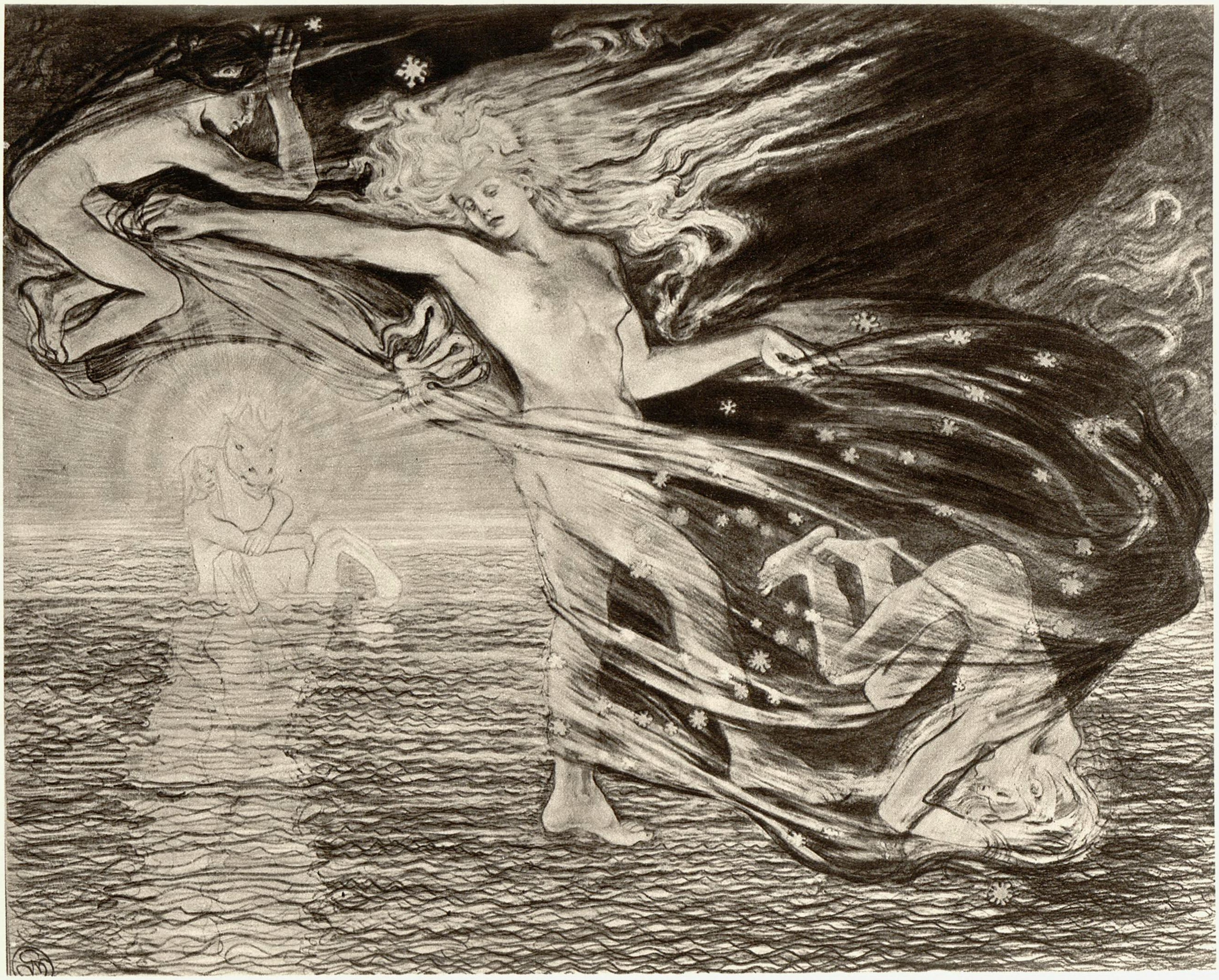
Phosphoros et Hespéros (1897)